# Tuyến tính
Trong cách sử dụng thông thường, tuyến tính được dùng để nói lên một mối quan hệ toán học hoặc hàm có thể được biểu diễn trên đồ thị là một đường thẳng, như trong hai đại lượng tỉ lệ thuận với nhau, chẳng hạn như điện áp và dòng điện trong một mạch RLC, hoặc khối lượng và trọng lượng của một vật.

## Thí dụ
Một ví dụ đơn giản về khái niệm này có thể được quan sát thấy trong điều khiển âm lượng của một bộ khuếch đại âm thanh. Trong khi tai chúng ta có thể (khoảng) nhận biết một phân cấp tương đối âm lượng khi điều khiển đi 1 đến 10, điện năng tiêu thụ trong các loa cũng tăng hình học với mỗi cấp điều khiển như vậy. "Độ ồn" tỷ lệ thuận với số âm lượng (một mối quan hệ tuyến tính), trong khi công suất tăng lại gấp đôi với mỗi mức tăng (một quan hệ phi tuyến, quan hệ hàm mũ).

## Trong toán học
Trong toán học, một ánh xạ tuyến tính hoặc phiếm hàm tuyến tính f (x) là một hàm thỏa mãn hai tính chất sau:
- Cộng tính:
- Tính đồng nhất của độ 1: cho tất cả các α.

Các đặc tính đồng nhất và cộng tính kết hợp với nhau được gọi là nguyên lý chồng chất. Nó có thể được chỉ ra rằng cộng tính có thể bao hàm tính đồng nhất trong tất cả các trường hợp α là số hữu tỉ; điều này được thực hiện bằng cách chứng minh trường hợp α là một số tự nhiên bằng quy nạp toán học và sau đó mở rộng kết quả tới bấy kỳ số hữ tỉ tùy ý. Nếu f được giả định cũng là liên tục, thì điều này có thể được mở rộng tính đồng nhất cho bất kỳ số thực α nào, dùng tính chất là các số hữu tỉ tạo thành một tập hợp dày đặc của tập số thực.
Trong định nghĩa này, x không nhất thiết phải là một số thực, nhưng có thể nói chung là một bộ phận của không gian vector bất kỳ. Một định nghĩa cụ thể hơn về hàm tuyến tính, không trùng với định nghĩa của ánh xạ tuyến tính, được sử dụng trong toán học sơ cấp.
Khái niệm về tuyến tính có thể được mở rộng đến toán tử tuyến tính. Ví dụ quan trọng của các toán tử tuyến tính bao gồm các đạo hàm được coi như một toán tử vi phân, và nhiều phép toán được xây dựng từ nó, chẳng hạn như del (toán tử napla) và Laplace. Khi một phương trình vi phân có thể được thể hiện dưới dạng tuyến tính, nói chung việc giải phương trình đơn giản hơn bằng cách chia nhỏ phương trình đó, giải quyết từng phương trình nhỏ, và tổng hợp các nghiệm lại với nhau.
Đại số tuyến tính là nhánh của toán học có liên quan tới việc nghiên cứu các vectơ, không gian vector (còn được gọi là không gian tuyến tính), biến đổi tuyến tính (còn gọi là ánh xạ tuyến tính), và hệ phương trình tuyến tính.
Từ tuyến tính (linear) xuất phát từ linearis trong tiếng Latinh, có nghĩa là có liên quan hoặc tương tự một đường thẳng. Để mô tả phương trình tuyến tính và phi tuyến, xem phương trình tuyến tính. Phương trình và hàm phi tuyến được các nhà vật lý và toán học quan tâm đến bởi vì chúng có thể được sử dụng để diễn tả nhiều hiện tượng tự nhiên, bao gồm cả hỗn loạn.

### Đa thức tuyến tính
Một cách sử dụng khác so với định nghĩa trên, một đa thức bậc 1 được cho là tuyến tính, vì đồ thị của một hàm có hình dạng là một đường thẳng.
Trong miền số thực, một phương trình tuyến tính là một phương trình có dạng:
{\displaystyle f(x)=mx+b}
trong đó m thường được gọi là độ dốc hoặc gradient; b là giao điểm với trục y.
Lưu ý rằng việc sử dụng thuật ngữ tuyến tính này không giống như ở trên, vì đa thức tuyến tính trên miền số thực nói chung không đáp ứng được một trong hai điều kiện tính cộng được hoặc tính đồng nhất. Trong thực tế, sẽ thỏa mãn nếu và chỉ nếu. Do đó, nếu, hàm thường được gọi là hàm affine (xem thêm trong biến đổi affine tổng quát).

### Hàm Boolean
Trong đại số Boolean, một hàm tuyến tính là một hàm f trong đó tồn tại {\displaystyle a_{0},a_{1},\ldots ,a_{n}\in \{0,1\}}
{\textstyle f(b_{1},\ldots ,b_{n})=a_{0}\oplus (a_{1}\land b_{1})\oplus \cdots \oplus (a_{n}\land b_{n}),whereb_{1},\ldots ,b_{n}\in \{0,1\}.}
Một hàm Boolean là tuyến tính nếu bảng chân lý của nó thỏa mãn một trong những điều sau đây:
1. Trong mỗi hàng trong đó các giá trị chân lý của hàm là 'T', có một số lẻ của 'T được gán cho các đối số và trong mỗi hàng trong đó hàm là' F 'có một số chẵn của' T được gán cho đối số. Cụ thể, và các hàm này tương ứng với các ánh xạ tuyến tính trên không gian vector Boolean.
2. Trong mỗi hàng trong đó giá trị của hàm là 'T', có một số chẵn của các 'T' được gán cho các đối số của hàm; và trong mỗi hàng, trong đó các giá trị chân lý của hàm là 'F', có một số lẻ các 'T' được gán cho đối số. Trong trường hợp này.

Một cách khác để diễn đạt điều này là mỗi biến luôn làm một hiệu số trong giá trị chân lý của toán tử hoặc nó không bao giờ làm một hiệu số.
Phủ định, biconditional Logical, loại trừ hoặc, lặp lại, và mâu thuẫn là các hàm tuyến tính.

## Vật lý
Trong vật lý, tuyến tính là một thuộc tính của các phương trình vi phân điều khiển nhiều hệ thống; Ví dụ, các phương trình Maxwell hoặc phương trình khuếch tán.
Độ tuyến tính của một phương trình vi phân có nghĩa là nếu hai hàm f và g là các nghiệm của phương trình, thì tổ hợp tuyến tính af + bg cũng là nghiệm của nó.

## Điện tử
Trong điện tử, vùng hoạt động tuyến tính của một thiết bị, ví dụ như một transistor, là nơi mà một biến phụ thuộc (như dòng collector của transistor) là tỷ lệ thuận với một biến độc lập (như dòng base). Điều này đảm bảo rằng một đầu ra analog là một mô phỏng chính xác của tín hiệu đầu vào, thông thường với biên độ cao hơn (khuếch đại). Một ví dụ điển hình của thiết bị tuyến tính là một bộ khuếch đại âm thanh trung thực cao, khuếch đại tín hiệu mà không được thay đổi dạng sóng của nó. Những ví dụ khác là bộ lọc tuyến tính, bộ điều chỉnh tuyến tính, và khuếch đại tuyến tính nói chung.
Trong hầu hết các khoa học và công nghệ, phân biệt với toán học, ứng dụng, một cái gì đó có thể được mô tả như là tuyến tính nếu nó có đặc tính là gần như nhưng không hẳn là một đường thẳng; và tuyến tính có thể chỉ có giá trị trong khoảng làm việc nào đó - ví dụ, một bộ khuếch đại âm thanh độ trung thực cao có thể bị méo dù chỉ là một tín hiệu nhỏ, nhưng đủ nhỏ để có thể chấp nhận được (chấp nhận được nhưng tuyến tính không hoàn hảo); và có thể bị méo rất nặng nếu tín hiệu vào vượt quá một giá trị nhất định, khiến nó vượt ra khỏi phần xấp xỉ tuyến tính của hàm truyền.

### Tích phân tuyến tính
Đối với một thiết bị điện tử (hoặc thiết bị vật lý khác) có thể chuyển đổi một đại lượng này sang một đại lượng khác, Bertram S. Kolts viết:
| “ | Có ba định nghĩa cơ bản cho tích phân tuyến tính được sử dụng phổ biến: tuyến tính độc lập, tuyến tính dựa trên điểm zero, và tuyến tính cực hoặc điểm kết thúc. Trong mỗi trường hợp, tuyến tính xác định hiệu suất làm việc thực tế của thiết bị trong một phạm vi hoạt động quy định xấp xỉ là một đường thẳng. Độ tuyến tính thường được đo trong quan hệ với độ lệch, hoặc phi tuyến, từ một đường thẳng lý tưởng và nó thường được biểu diễn theo toàn thang phần trăm, hoặc ppm (phần triệu). Thông thường, đường thẳng thu được bằng cách thực hiện một mẫu bình phương nhỏ nhất của dữ liệu. Ba định nghĩa khác nhau về cách thức mà các đường thẳng là xác định liên quan đến hiệu suất thực tế của thiết bị. Ngoài ra, tất cả ba trong số các định nghĩa này bỏ qua bất kỳ độ lợi, hoặc sai số độ lệc có thể có mặt trong các đặc tính hiệu suất thực tế của thiết bị.Nhiều lần một đặc tính kỹ thuật của thiết bị sẽ đơn giản là tuyến tính, mà không có lời giải thích khác đối với loại tuyến tính dự định. Trong các trường hợp một đặc điểm kỹ thuật được thể hiện đơn giản là tuyến tính, nó được giả định là tuyến tính độc lập. Tuyến tính độc lập có lẽ là định nghĩa tuyến tính thường được sử dụng nhất và thường được tìm thấy trong các thông số kỹ thuật đối với DMM (đồng hồ đo điện chỉ thị số) và ADC(Biến đổi Analog sang số), cũng như các thiết bị như volt kế. Tuyến tính độc lập được định nghĩa là độ lệch tối đa của hiệu suất thực tế nằm trên một đường thẳng, để giảm thiểu độ lệch cực đại. Trong trường hợp đó không có những ràng buộc đặt trên các vị trí của đường thẳng và nó có thể nằm ở bất cứ nơi nào cần thiết để giảm thiểu độ lệch giữa nó và đặc tính hiệu suất của thiết bị. Tuyến tính dựa trên Zero buộc các giá trị ngưỡng dưới của đường thẳng bằng với giá trị ngưỡng dưới thực tế của đặc tính của thiết bị, nhưng nó cho phép đường thẳng đó quay để giảm thiểu độ lệch cực đại. Trong trường hợp này, do vị trí của đường thẳng bị hạn chế bởi yêu cầu các giá trị ngưỡng dưới của đường thẳng và đặc tính của thiết bị phải trùng khít nhau, phi tuyến dựa trên định nghĩa này nói chung sẽ lớn hơn so với tuyến tính độc lập. Đối với tuyến tính điểm cuối, không phép sự linh hoạt nào đặt vào vị trí của đường thẳng để giảm thiểu các sai lệch. Đường thẳng phải được đặt như vậy để mỗi điểm cuối của nó được trùng hợp với giá trị ngưỡng trên và dưới thực tế của thiết bị. Điều này có nghĩa rằng phi tuyến được đo theo định nghĩa này thường sẽ lớn hơn so với đo bằng định nghĩa tuyến tính độc lập, hoặc định nghĩa tuyến tính dựa trên zero. Định nghĩa này của tuyến tính thường được áp dụng trong các bộ ADC, DAC và nhiều loại cảm biến khác. Đôi khi ta cũng gặp một định nghĩa tuyến tính thứ tư, tuyến tính tuyệt đối. Tuyến tính tuyệt đối là một biến thể của tuyến tính điểm cuối, trong đó cho phép có sự linh hoạt trong vị trí của đường thẳng, tuy nhiên trong trường hợp này độ lợi và sai số bù đắp của thiết bị thực tế được chứa trong đo lường tuyến tính, làm cho phương pháp này trở thành phương biện pháp khó đo nhất đối với hiệu suất của thiết bị. Đối với tuyến tính tuyệt đối các điểm cuối của đường thẳng được xác định bởi các giá trị lý ngưỡng trên và ngưỡng dưới lý tưởng cho thiết bị, chứ không phải là các giá trị thực tế. Sai số tuyến tính trong trường hợp này là độ lệch cực đại của hiệu năng thực tế của so với lý tưởng. | ” |

## Bố trí đội hình chiến thuật quân sự
Trong bố trí đội hình chiến thuật quân sự, "các đội hình tuyến tính" được chuyển đổi từ đội hình kiểu phalanx sử dụng giáo bảo vệ bởi các handgunner sang đội hình nông của các handgunner bảo vệ bởi giáo ít dần đi. Loại đội hình này trở nên mỏng hơn cho cực điểm trong thời đại của Wellington với 'Thin Red Line'. Nó cuối cùng sẽ được thay thế bằng skirmish tại thời điểm phát minh ra súng trường nạp nòng cho phép binh sĩ di chuyển và khai hỏa độc lập với các đội hình quy mô lớn và chiến đấu trong các đơn vị nhỏ, lưu động.

## Nghệ thuật
Tuyến tính là một trong năm loại được đề xuất bởi nhà sử học nghệ thuật Thụy Sĩ Heinrich Wölfflin để phân biệt "Cổ điển", hay nghệ thuật Phục hưng với phong cách Baroque. Theo Wölfflin, các họa sĩ của thế kỷ 15 và đầu thế kỷ 16 (Leonardo da Vinci, Raphael hoặc Albrecht Dürer) là tuyến tính hơn các họa sĩ Baroque nổi bật của thế kỷ 17 (Peter Paul Rubens, Rembrandt và Velázquez) bởi vì họ chủ yếu sử dụng phác thảo để tạo ra hình dạng. Tuyến tính trong nghệ thuật cũng có thể được tham chiếu trong nghệ thuật kỹ thuật số. Ví dụ, tiểu thuyết siêu văn bản có thể là một ví dụ về câu chuyện phi tuyến, nhưng cũng có những trang web được thiết kế để đi theo một cách thức có tổ chức đặc biệt, theo một con đường tuyến tính.

## Âm nhạc
Trong âm nhạc khía cạnh tuyến tính là tính kế thừa, hoặc quảng hoặc giai điệu, trái ngược với tính đồng thời hoặc các khía cạnh cao độ.

## Đo lường
Trong đo lường, thuật ngữ "linear foot" đề cập đến lượng foot trong một đường thẳng của vật liệu (như gỗ hoặc vải) nói chung mà không quan tâm đến chiều rộng.Đôi khi không được đề cập đến chính xác là "lineal feet"; Tuy nhiên, "lineal"(trực hệ) thường được dành cho sử dụng khi đề cập đến tổ tiên hoặc di truyền. Những từ "tuyến tính" & "trực hệ".
cả hai đều phát sinh từ cùng một gốc, từ tiếng Latin nghĩa là đường,"linea".